# Hirzenhain
Hirzenhain è un comune tedesco di 2 950 abitanti situato nel land dell'Assia.